# 晉滅吳之戰
晉滅吳之戰，是晉朝為統一全國發動的戰爭，也是三國時期最後的一場戰爭。在晉咸寧五年（279年，吳天紀三年）十一月，晉武帝司馬炎下令大舉伐吳，次年三月十五（280年5月1日），吳末帝孫皓正式投降，該戰結束。戰後，晉武帝將年號改為太康，因此這場戰爭也被稱為“太康之役”。
晉滅吳之戰使晉朝開創由北方平定南方統一天下的先例，戰後不久，吳國各地守軍陸續向晉國歸降，西晉成功統一全國，結束自東漢末年群雄割據的分裂局面。同時，晉滅吳之戰作為中國古代第一次成功的大規模渡江作戰，在中國軍事史上同樣有著重要地位，此役創造的水陸俱進、多路並發、順流直下的戰略，對此後歷代在長江流域發生的諸多戰爭有著重要的借鑒作用。

## 戰爭背景

### 晉吳對峙的新局面

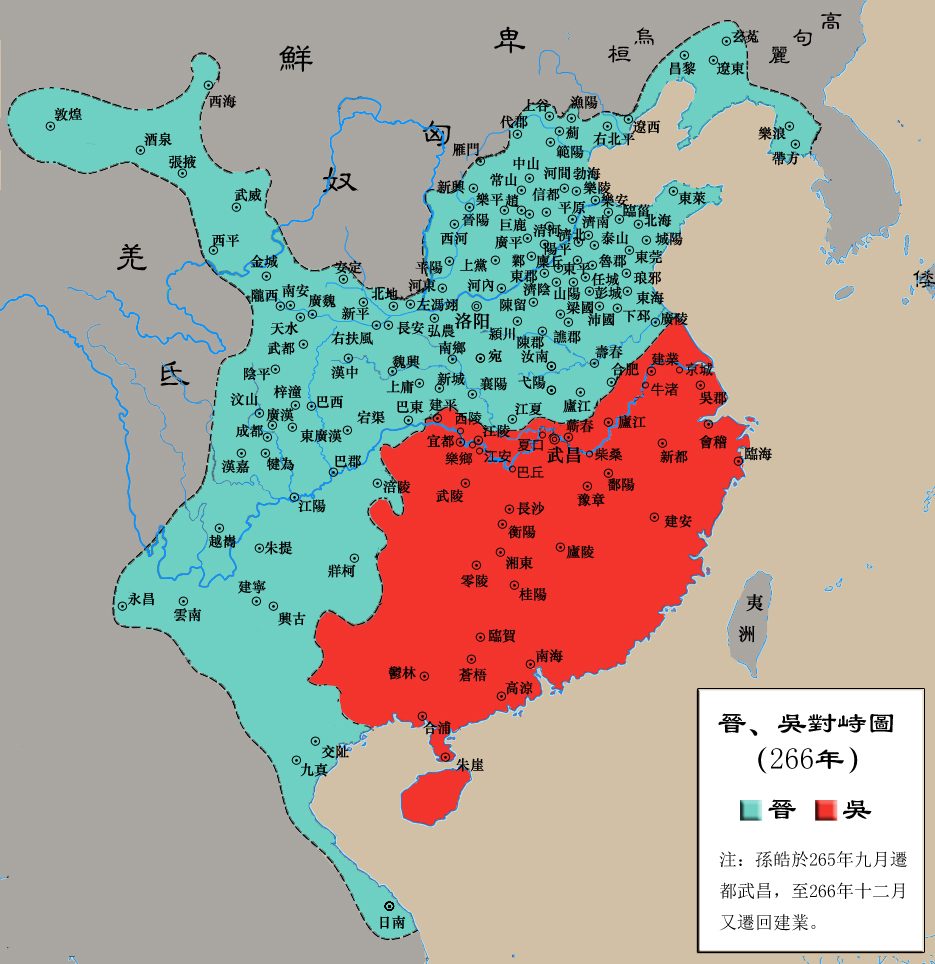
晉、吳兩國對峙局面（266）

魏景元四年（263元，蜀炎興元年，吳永安六年）八月，曹魏在權臣司馬昭的帶領下，成功迫使蜀漢投降。司馬氏的勢力也因此在曹魏進一步加強，司馬昭借助滅蜀的威望於當年十月位進相國，封晉公，加九錫，次年三月再次進爵為晉王。魏咸熙元年（264年，吳永安七年）七月，吳主孫休病逝，群臣擁立孫皓即位。魏咸熙二年（265年，吳甘露元年）八月，晉王司馬昭逝世，其子司馬炎襲位。同年十二月，司馬炎迫使魏帝曹奐禪位，建立晉，曹魏滅亡。至此，三國鼎立的局面演變這西晉與東吳的兩國對峙。
司馬昭去世前曾遣使臣向孫皓宣揚國威，恩威並施，企圖憑借滅蜀的聲勢，使新立的吳主孫皓不戰而降。隨後，孫皓遣使回信，書信中對對方威脅歸順一事不置可否，吳國使臣弘璆不辱使命，得到司馬昭的讚賞和禮遇。不久，司馬昭逝世，孫皓遣使弔祭。使臣回吳後曾建議趁機襲取魏國的弋陽，但在群臣討論時被否決。此後，兩國便一直維持和平局面，吳國丞相陸凱稱當時的局勢為「鄰國交好，四邊無事」。
但在和平的表面之下，兩國的軍事部署也在緊鑼密鼓地實施中，其中較有代表性的部署如孫皓於泰始三年（267年，吳寶鼎二年）改派近臣萬彧代替主和派的陸凱出鎮巴丘（今湖南省岳陽市）；司馬炎於泰始五年（269年，吳建衡元年）派積極獻策平吳的羊祜出鎮襄陽（治今湖北省襄陽市）等。另外，司馬炎此前曾接受吳國叛將呂興歸順的要求，令南中監軍霍弋負責支援，先後任命呂興、爨谷、馬融、楊稷為交阯太守，已逐漸據有交阯（治今越南北寧市）、九真（治今越南清化市）、日南（治今越南洞海市南）三郡，佔據吳國交州的大部，從南疆威脅到吳國的統治。

### 吳國對晉國的侵擾
晉泰始四年（268年，吳寶鼎三年）冬，孫皓向晉國首開戰端，親率大軍屯駐東關（今安徽省含山縣西南），令吳軍攻打晉江夏（治今湖北省雲夢縣南）、襄陽（治今湖北省襄陽市）、合肥（今安徽省合肥市西）、交阯（治今越南北寧市）等多個戰略要地。此後直至晉咸寧三年（277年，吳天紀元年），晉、吳兩國間不斷發生戰爭，十年中僅有一年沒有戰爭記錄，而且這些戰爭幾乎全部是吳國主動發起。
在這些戰爭中，吳主孫皓曾兩次擺出親征的姿態，顯示出高度的重視。同時，吳軍在這一系列軍事行動中也取得一定的戰果：吳將丁奉曾以離間計使鎮守揚州的晉大司馬石苞免職，並曾一度深入敵境數百里，進軍到譙郡的谷陽（今安徽省靈壁縣）；吳將虞汜等率部收復被晉國侵佔的交州三郡，保障吳國南疆的穩定；吳將孫慎率部襲擾晉江夏、汝南（治今河南省息縣）兩地，略奪上千戶居民內遷吳國；吳將陸抗更是在西陵之戰中以三萬吳軍，擊退晉國名將羊祜的八萬援軍，攻陷西陵，擒殺叛將步闡，聲名大噪。
孫皓不斷的軍事行動給晉國帶來一定的困擾，但同樣也給吳國自身帶來沉重的負擔，並遭到以陸凱、陸抗為代表的江東士族的一致反對。陸抗上表稱「今師所克獲，不補所喪」，認為孫皓連年發動的戰爭耗費大量的國家資源，得不償失，並且也無法改變晉強吳弱的現狀。
| 孫皓在位期間對晉發動的進攻一覽 |                        | |                                                                               | |
| 時間                           | 攻略目標               | 吳方將領 | 晉方將領                                                                      | 備註 |
| 晉泰始四年 (268)               | 江夏、襄陽、合肥、交阯 | 吳主孫皓 左大司馬施績、右丞相萬彧 右大司馬丁奉、右將軍諸葛靚 交州刺史劉俊、前部督脩則、將軍顧容                         | 太尉司馬望 荊州刺史胡烈 大司馬石苞、安東將軍司馬駿 交阯太守楊稷、鬱林太守毛炅 | - 施績、萬彧兩軍為晉將胡烈所敗 - 丁奉以離間計使石苞被罷，後被司馬駿敗於芍陂 - 南征軍隊被晉軍大敗，脩則、劉俊戰死，顧容退保合浦       |
| 晉泰始五年 (269)               | 谷陽、交阯             | 右大司馬丁奉 監軍虞汜、威南將軍薛珝、蒼梧太守陶璜 監軍李勖、督軍徐存、導軍馮斐                                          | 交阯太守楊稷、鬱林太守毛炅、九真太守董元 牙門孟幹、孟通、李松、王業、爨能     | - 丁奉部因出兵的消息被洩露，沒有收穫 - 李勖部以道路不利斬殺導軍而還，後被追究責任全家處死 - 虞汜部於兩年後成功攻克交阯，平定交州叛亂 |
| 晉泰始六年 (270)               | 不詳                   | 右大司馬丁奉 | 揚州刺史牽弘                                                                  | - 吳軍在渦口被晉將牽弘擊退 |
| 晉泰始七年 (271)               | 壽春                   | 吳主孫皓 | 義陽王司馬望                                                                  | - 孫皓軍因路遇雪阻而還 |
| 晉泰始八年 (272)               | 西陵                   | 鎮軍大將軍陸抗、將軍左奕、吾彥、蔡貢 江陵督張咸、公安督孫遵、水軍督留慮 鎮西將軍朱琬、宜都太守雷譚 營部督俞贊、將軍朱喬 | 衛將軍步闡、左將軍步璣 車騎將軍羊祜、荊州刺史楊肇 巴東監軍徐胤                | - 陸抗擊敗楊肇援軍，攻克西陵，步闡及主要將領夷三族 - 羊祜因救援不力貶為平南將軍，楊肇貶為庶人                                        |
| 晉泰始九年 (273)               | 弋陽、汝南             | 武昌左部督薛瑩、夏口督魯淑                                                                                              | 豫州刺史王渾                                                                  | - 吳軍號稱十萬之眾，後被晉將王渾擊退                                                                                                 |
| 晉泰始十年 (274)               | 江夏                   | 公安督孫遵、李承 | 江夏太守嵇喜                                                                  | - 吳軍為嵇喜擊退 |
| 晉咸寧元年 (275)               | 江夏                   | 不詳 | 不詳                                                                          | |
| 晉咸寧三年 (277)               | 江夏、汝南             | 夏口督孫慎 | 不詳                                                                          | - 吳軍略千馀家而回，晉將羊祜被責問                                                                                                   |

### 晉國的戰爭準備

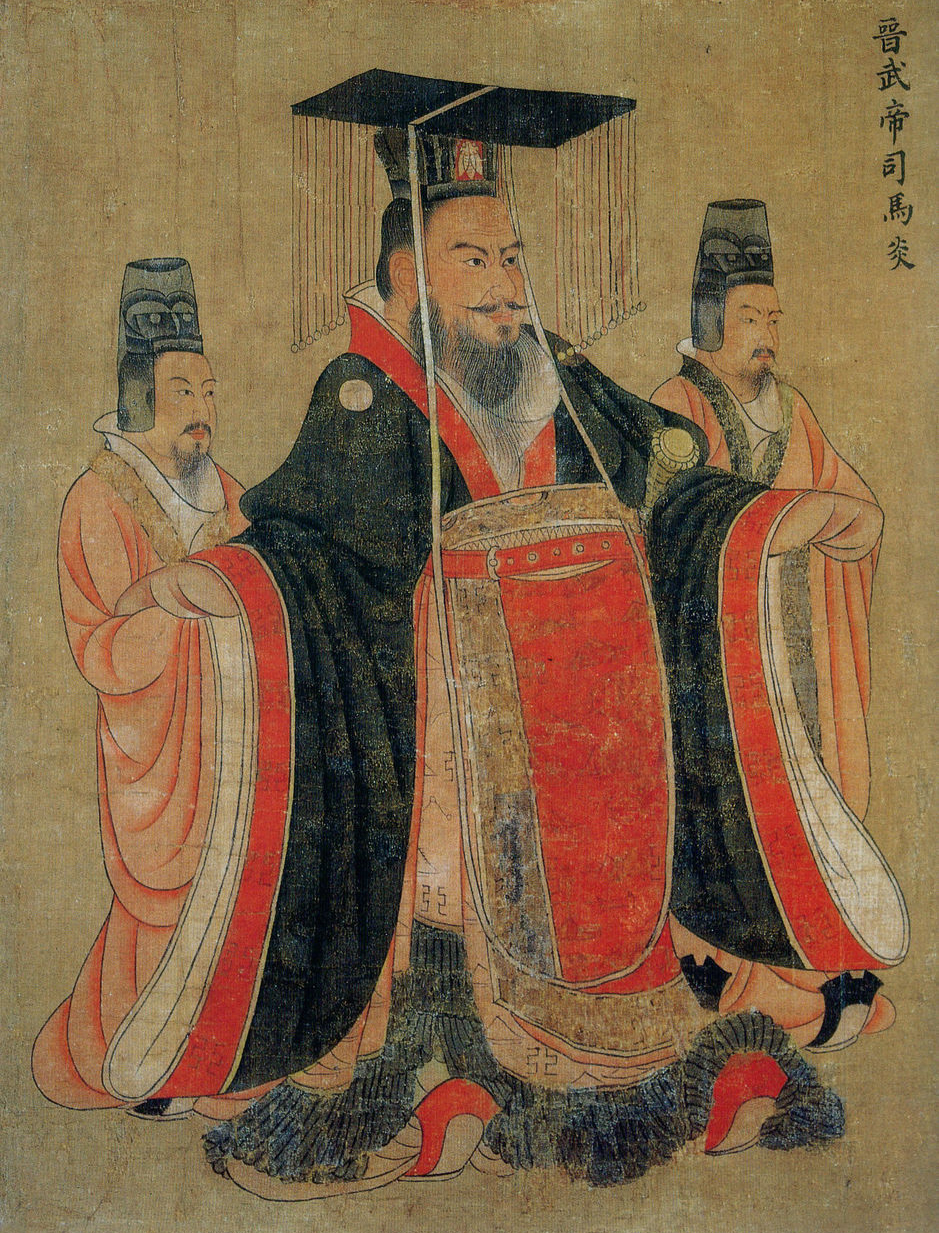
晉武帝司馬炎像。

面對吳軍不斷的進攻，晉國始終採取防守的姿態。在上述的十年時間中，除在西陵之戰中出兵支援叛歸晉國的步闡外，僅有一次主動出兵的記載，即在泰始十年（274年，鳳凰三年），晉大將軍、都督揚州諸軍事陳騫率軍攻打吳國江北的軍事要地凃中。
對當時的晉國而言，北方的鮮卑等胡族才是最大的威脅，其中活躍於西北的鮮卑人禿髮樹機能在泰始六年（270年，吳建衡二年）擊殺晉秦州刺史胡烈，翌年再斬晉涼州刺史牽弘，後又大敗繼任的涼州刺史蘇愉，一度據有涼州之地，「武帝為之旰食」；此外，鮮卑索頭部首領拓跋力微經過幾十年的經營，征服多個部落，雄霸北方草原，「控弦上馬二十餘萬」，也給晉國帶來極大的威脅。為此，武帝調鎮守青州的衛瓘改鎮幽州，鎮守豫州的司馬駿改鎮關中，並試圖將尚書令賈充也派到雍涼督戰。至咸寧年間（275－280年），北方局勢方有所緩解。扶風王司馬駿督晉將馬循、文鸯率軍屢破禿髮樹機能等人，衛瓘更是以離間計使北方鮮卑各部離散，首領拓跋力微憂悶而死。但是，以賈充為首的晉國眾臣依然反對對吳用兵，僅羊祜、張華、杜預等數人支持伐吳。
雖然群臣多數持反對意見，司馬炎卻早有滅吳統一天下的雄心。司馬炎予以鎮守襄陽的羊祜以極大信任，並改變司馬昭時期以兩人分鎮荊州的政策，將荊州軍事全權委以羊祜。後來羊祜西陵之戰失利，百官奏請將羊祜罷免，司馬炎最後也只是將其降為平南將軍，依然令他都督荊州諸軍事。在司馬炎的支持下，羊祜經營荊州近十年，期間佔據邊境險要之地，致力於戰爭儲備，並對吳軍開展懷柔政策，贏取人心。吳將名將陸抗為此感慨說：「彼專為德，我專為暴，是不戰而自服也。」司馬炎又採納羊祜的意見，將原本要升為大司農的王濬留任益州，讓其督造船只並訓練水軍。王濬在蜀地治水軍七年，召集萬餘人建造大船。據史書記載，王濬所督造的巨船，長一百二十步，能載兩千多人，甚至連馬都可以在船上奔馳，「舟楫之盛，自古未有」。
晉泰始十年（274年，吳鳳凰三年），吳將陸抗逝世。兩年後，羊祜認為時機已經成熟，便向司馬炎上疏請求伐吳。但因為西北戰事吃緊，群臣們大多反對出征。伐吳之役一直拖延，反對的聲音直至正式伐吳的前昔都未曾停息。晉咸寧四年（278年，吳天紀二年），羊祜重病還朝，再次述說伐吳的必要性，並推薦杜預代替自己出鎮襄陽，後於同年抱憾而終。羊祜逝世後，司馬炎加快伐吳的軍事部署，前線將領杜預、王渾等人也都針對吳國重要據點展開行動，如杜预袭败西陵都督张政并离间，使其被武昌监留宪代换。咸寧五年（279年，吳天紀三年），在張華、杜預、王濬等人的反覆勸說下，司馬炎最終正式決定大舉伐吳。

## 兩國的戰略與實力對比

### 西晉的進攻方略
早在魏景元四年（公元263年，蜀炎興元年，吳永安六年）夏，司馬昭準備興師滅蜀之時，就訂立「先取蜀」，「作戰船，通水道」，「三年之後，因巴蜀順流之勢，水陸並進」滅吳的戰略構想。滅蜀之後，太尉鄧艾更加詳盡地提出要以軍屯的形式留駐四萬軍隊，在蜀地建造船只，並且厚待歸降的蜀主劉禪和蜀地官員以招撫吳人。不久後，鄧艾因涉嫌謀反被處死，但其提出的「宜厚劉禪以致孫休，安士民以來遠人」的懷柔政策被司馬昭及後繼的司馬炎所採納。
晉咸寧二年（276年，吳天璽元年），鎮守荊州多年的征南大將軍羊祜向司馬炎上疏請求伐吳。他在上疏中分析伐吳的可行性與必要性後，針對吳國防線過長的缺陷，提出水陸並進，多路齊下，分割敵軍防線，以水師擊潰敵軍的策略，具體部署為「引梁益之兵（時王濬為益州刺史）水陸俱下，荊楚之眾（時羊祜都督荊州諸軍事）進臨江陵，平南、豫州，直指夏口，徐、揚、青、兗（時司馬伷都督徐州諸軍事）並向秣陵」。羊祜的布署被司馬炎全盤採納，並依羊祜的建議加快對吳作戰的部署，如將王渾由都督豫州諸軍事調為都督揚州諸軍事，任命胡奮為都督江北諸軍事，分鎮於荊州江夏等。雖然在晉滅吳之戰開始時，羊祜已經逝世，但晉軍的部署幾乎完全依據羊祜生前的計劃進行。

### 東吳的防禦策略

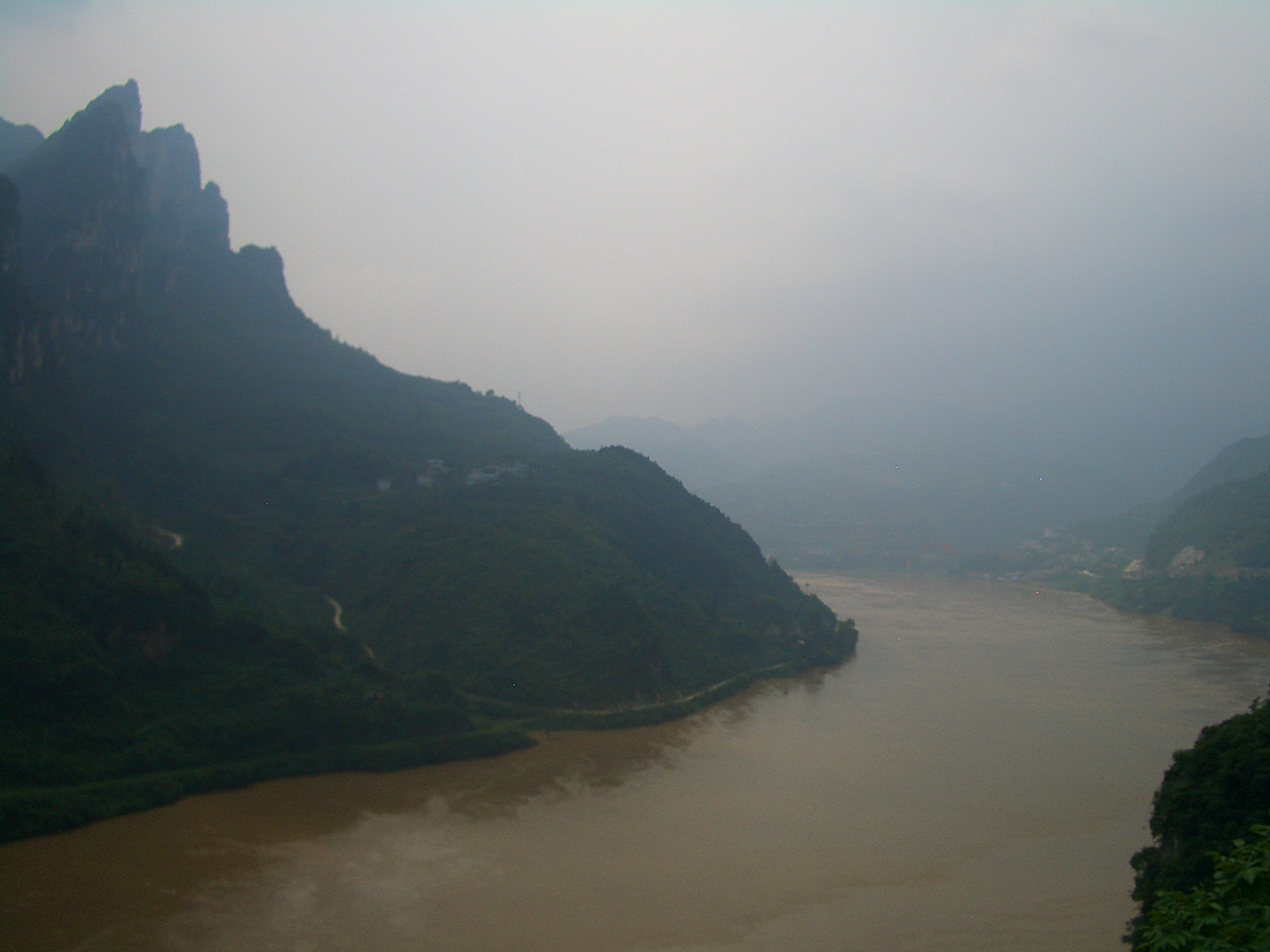
西陵峽

在孫皓即位之初，吳國便在戰略問題上產生不同意見。當時剛出使晉國歸來的丁忠建議襲取弋陽，吳主孫皓便召集臣下討論。鎮西大將軍陸凱堅決予以反對，認為晉強吳弱，應採取守勢，限江自保，不應貪圖小利，輕開戰端。車騎將軍劉纂則反對一味防守，認為戰爭是必不可免的，應當見機而行，假如形勢有利應果斷出擊。雖然孫皓本人也贊同主動出擊，但總體而言，傳統的「限江自保」在討論中依然是吳國主要的戰略。
限江自保戰略的主要內容即為依托長江天險，實行重點守備，利用江防優勢將敵軍阻擋於長江之外。吳末力主這一戰略的名將陸抗曾在上疏中對這一戰略加以詳盡闡述，他主張對內以富國強兵為主要任務，建議重視內政，安穩國內局勢，積蓄戰爭資源，反對無意義的用兵；具體來說，守備的重心為位於揚州上游的荊州，其中又以西陵 ( 現今湖北省宜昌市 ) 、建平最為重要，兩處構成荊州防線，為「國之藩表」，是遏制巴蜀方向水師的唯一途徑。陸抗還援引其父陸遜的話將西陵進一步比作「國之西門」，「若有不守，非但失一郡，则荆州非吴有也」，期望孫皓能加強對巴蜀方向的警戒。
由陸抗一手提拔起來的建平太守吾彥憑借自長江上游漂下的大量木屑斷定晉國必將從上游出兵攻吳，勸說孫皓增強建平的兵力，并担保说「建平不下，終不敢渡江」，但同樣未被孫皓採納。吾彥只好在長江險要處以鐵鏈橫江，封鎖江路，又在江道暗中埋下一丈多長的鐵錐，試圖以此來阻擋晉國水軍的東下。但吾彥的行動被晉將羊祜探知，並告知負責巴蜀水軍的王濬，使其提前有所準備，導致吾彥此舉最終未能在戰爭中起到效果。

### 兩國的實力對比
| 西晉势力 - 大都督太尉賈充 - 行冠軍將軍楊濟 - 鎮東大將軍司馬伷 - 琅邪相劉弘、長史王恆 - 安東將軍王渾 - 揚州刺史周浚、揚州別駕何惲 - 城陽太守石崇、城陽都尉張喬 - 殄吳護軍李純、討吳護軍張翰、將軍薛勝、蔣班 - 司馬孫疇、參軍劉彪、參軍陳慎 - 牙門將張泰、黃辰、騎督綦毋倪 - 建威將軍王戎 - 參軍羅尚、劉喬 - 平南將軍胡奮 - 鎮南大將軍杜預 - 鎮南軍司劉寔 - 參軍樊顯、尹林、鄧圭、襄陽太守周奇 - 牙門將管定、周旨、伍巢 - 龍驤將軍王濬、巴東監軍唐彬 - 汝南相馮紞 - 軍司張牧、參軍何攀、李毅、護軍范通 - 牙門將李高、馬潛、張任、趙明、徐兆 - 軍督 姚顯、郤堅 - 度支尚書張華 | 東吳势力 - 吳主孫皓（投降） - 軍師丞相張悌（陣亡） - 護軍孫震（陣亡），副軍師諸葛靚（投降），丹陽太守沈瑩（陣亡） - 游擊將軍張象（投降） - 鎮南大將軍陶濬 - 揚州守軍 - 司徒何植（投降）、建威將軍孫晏（投降）、厲武將軍陳代（投降）、平虜將軍朱明（投降） - 武威將軍周興（俘虜）、牙門將孔忠、俞恭 - 都督蔡機（俘虜）、宗正卿孫奕（投降） - 牙門將孟泰（投降） - 荊州守軍 - 建平太守吾彥（投降）、征南將軍成璩（陣亡）、平西將軍施洪（投降） - 宜都太守虞忠（陣亡）、西陵監鄭廣（陣亡）、夷道監陸晏（陣亡）、丹陽監盛紀（俘虜） - 江陵督伍延（陣亡）、西陵督留憲（陣亡）、樂鄉督孫歆（俘虜）、中夏督陸景（陣亡）、偏将军钟离徇（阵亡） - 江夏太守劉朗（投降）、督武昌諸軍虞昺（投降）、武昌督孫述（投降）、楊雍（投降） - 交、廣未參戰軍隊 - 廣州牧滕脩（投降）、廣州刺史閭豐（投降）、蒼梧太守王毅（投降） - 交州牧陶璜（投降） |

資源來源：《三國志》《華陽國志》《晉書》《資治通鑒》《全晉文》
在當時許多人的眼中，這場戰爭的結果早已沒有什麼懸念。晋将羊祜認為這是上天賜給晉國的機會，在上書伐吳未被允可時曾憂悶地稱之為「天與不取」，張華等人也認為「當今討之，可不勞而定」。應當說，兩國間的實力差距是相當懸殊的。晉國人口近四倍於吳國，伐吳時的前線兵力即與吳國總兵力持平，即使是吳國一向稱雄的水師，也因為「晉治水軍於蜀久矣」而失去優勢。
內政方面，兩國的差距更是巨大。僅從糧食儲備上來看，晉國「厲精於稼穡」，杜預任度支尚書七年，「損益萬機，不可勝數」；羊祜經營襄陽多年，軍糧有「十年之積」。反觀吳國則「農桑並廢」，「居無積年之儲，出無應敵之畜」。且吳國內部矛盾重重，人心離散，朝堂內「人人憂恐，各不自安」，邊鎮外「名將皆死，幼少當任」，百姓「民力困窮，鬻賣兒子」，士卒「衣不全裋褐，食不贍朝夕」，「父子相棄，叛者成行」。誠如吳國丞相張悌所言：「吳之將亡，賢愚所知」。而且当时交州发生郭马之乱，令东吴交州牧陶璜所领大军分身乏术，也令后来对抗晋军时兵力捉襟见肘。

## 戰爭經過

### 戰爭開始

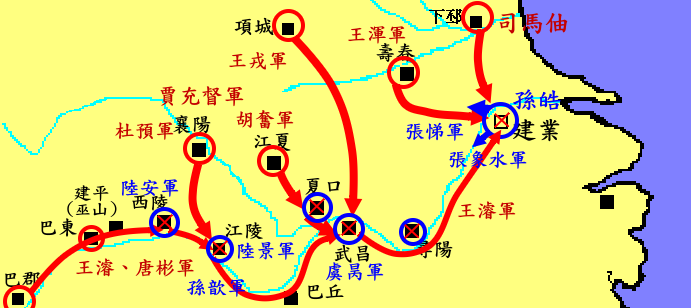
晉滅吳之戰形勢圖

晉咸寧五年（279年，吳天紀三年）十一月，晉武帝司馬炎正式下令伐吳，並按羊祜生前制定的作戰計劃，將二十餘萬晉軍兵分六路出擊：鎮東大將軍琅邪王司馬伷由駐地下邳向涂中方向推進，安東將軍王渾由駐地壽春向橫江方向推進，建威將軍王戎由項城進攻武昌，平南將軍胡奮由江夏進攻夏口，鎮南大將軍杜預率軍自襄陽向江陵方向進軍，龍驤將軍王濬、巴東監軍唐彬率軍由巴蜀順江東下。由西線的四路晉軍負責主攻，東線的兩路晉軍負責牽制吳軍主力，並任命張華為度支尚書，統籌軍運。為了能使各路軍隊統一行動，司馬炎命令王濬的軍隊過建平以後受杜預節度，至建業時受王渾節度。
同時為了安撫反對出兵的太尉賈充，司馬炎任命其為使持節、假黃鉞、大都督，以行冠軍將軍楊濟為副，以示恩寵。但賈充害怕伐吳之戰會失敗，以老邁推託。最終，司馬炎以「君不行，吾便自出」(你若不去，我便親征)相威脅，賈充才答應領命，率領中軍屯駐於襄陽，節度全軍。

### 晉軍平定荊州
晉咸寧六年（280年，吳天紀四年）正月，杜預率軍包圍江陵（今湖北省荊州市），並派遣參軍樊顯、尹林、鄧圭、襄陽太守周奇等率軍沿江西上，接連攻克吳軍各據點，為王濬軍東進清除障礙。同時又派遣牙門將管定、周旨、伍巢等人率領八百奇兵，趁夜渡江，故意多樹立旗幟，並在巴山放火，偽裝成人數眾多的樣子，不斷襲擊吳軍要地，從心理上成功打擊吳軍。吳樂鄉督孫歆在給江陵督伍延的信中，稱「北來諸軍，乃飛渡江也」。
另一方面，王濬、唐彬大軍被吳將吾彥所阻，無法攻克建平城（今湖北省秭歸縣），最後決定繞過建平繼續東下，於二月初一（3月18日）攻克丹陽（今湖北省秭歸縣東），殺死守將盛紀。为了破壞吾彦用來封鎖江路的鐵鎖鐵錐，王濬特意造了幾十個長寬百餘步的大木筏，並在木筏上紥了許多草人，挑選水性好的士兵乘木筏開路。水中的鐵錐一旦遇到木筏便被拔出帶走。王濬又打造許多長十餘丈，粗數十圍的火炬，灌以麻油，放置在船頭，遇到鐵鎖就將火炬點燃，將鐵鎖燒斷，突破峽口後，王濬、唐彬部於二月初三（20日）攻克西陵（今湖北省宜昌市），殺死守將留憲、成璩、鄭廣，接著又於二月初五（22日），攻克荊門（今湖北省宜昌市東南）、夷道（今湖北省宜都市），殺死守將虞忠、陸晏。吳樂鄉督孫歆率軍迎擊，被王濬、唐彬軍擊敗，杜預部將周旨、伍巢趁機混入撤退的吳軍，將孫歆生擒。二月初八（25日），王濬、唐彬軍攻克樂鄉（今湖北省松滋縣東）後，殺死吳將陸景，吳平西將軍施洪乞降。吳江陵守將伍延企圖詐降以偷襲杜預，被杜預識破，派兵強攻江陵（今湖北省荊州市），於二月十七（4月3日）破城。此時，胡奮也派兵攻佔江陵周邊的另一重要據點江安（今湖北省公安縣）。至此，吳軍江陵段江防完全失守。
此前，王濬攻下西陵時，杜預便寫信給他，告訴王濬不必受自己節度，讓他直取建業，成就曠世之功。王濬看到信後非常高興，將杜預的書信上表給司馬炎。二月十八（4日），司馬炎頒布詔令，將王濬升為都督益、梁二州諸軍事以示嘉獎，命令王濬、唐彬繼續東進攻下巴丘（今湖南省岳陽市）後，配合胡奮、王戎攻克夏口（今湖北省武漢市）、武昌（今湖北省鄂州市），之後順流而下，直搗吳都建業（今江蘇省南京市），並要求杜預南下綏撫荊南諸郡，將軍隊劃撥一萬七千人給王濬、唐彬兩軍，胡奮和王戎任務完成後也分別劃撥七千、六千人給王濬、唐彬兩軍，大都督賈充移屯項城（今河南省沈丘縣）。此後，杜預持詔南下，吳國荊南各郡望風而降。杜預將吳軍士兵遷至江北，並在南方各郡設置長吏加以管理，荊州很快恢復秩序，吳人紛紛前來歸附。王濬、唐彬部則配合胡奮部、王戎部連克夏口、武昌，吳軍無力抵抗，吳國守將楊雍、孫述、劉朗等人投降於王戎部，之後毗鄰武昌的揚州守將孟泰等人也舉蘄春（今湖北省蘄春縣西南）、邾縣（今湖北省黃岡市北）二縣向王戎投降。

### 吳軍主力潰退

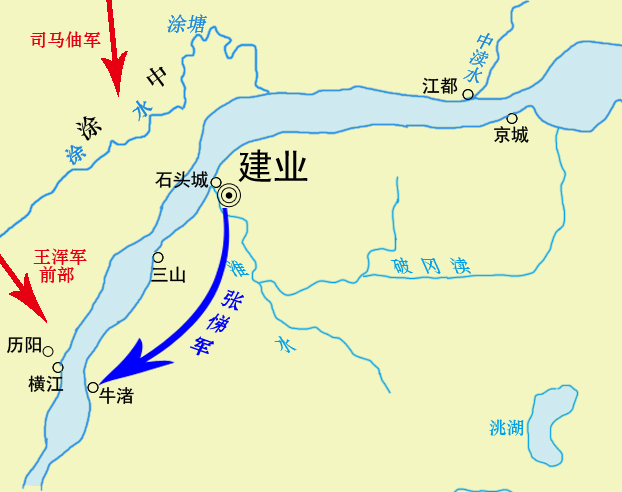
晉軍東線對吳國的進逼

揚州方向的王渾部也於正月時開始按原定计划，绕过东吴重兵把守的濡须、东关，向橫江方向進軍，沿途接連攻克吳軍據點。為保障上游諸軍的進軍路線，王渾分遣參軍陳慎、都尉張喬等率部攻克尋陽（今湖北省黃梅縣西南）、賴鄉，殄吳護軍李純率部佔據高望城，先後擊破吳將孔忠、俞恭的部隊，俘獲吳武威將軍周興等五名吳軍將領，吳厲武將軍陳代、平虜將軍朱明畏懼其兵威，率部投降。琅邪王司馬伷也推進到涂中一帶，並遣琅邪相劉弘等人率軍直逼長江，與建業隔江對峙。
為打破局面，孫皓命丞相、军师張悌、丹陽太守沈瑩、副軍師諸葛靚、護軍孫震率領精兵三萬人前往迎戰。大軍進至牛渚時（今安徽省當塗縣北），副將沈瑩料定長江上游的荊州必將失守，建議張悌固守於此，以逸待勞，等待晉國水軍到後決一勝負，並認為如果輕易出擊，一旦大敗，後果不堪設想。張悌則認為，如果等到晉國水軍從蜀地攻過來，吳軍一定軍心大亂，局面將難以收拾，不如趁現在渡江決戰，如果能贏便可率逆江而上，乘勝迎擊由蜀地而來的晉國水軍。於是率軍渡江西進，在楊荷橋包圍王渾部將張喬的七千兵馬，迫使張喬投降，取得首捷。副將諸葛靚建議張悌將降軍全部殺掉，免留後患，被張悌以“殺降不祥”拒絕，安撫降軍之後繼續西進。
王渾聞訊後，派遣司馬孫疇、討吳護軍張翰、揚州刺史周浚率軍進擊，兩軍最終於版橋結陣對峙。吳將沈瑩率領以陷陣聞名的丹陽銳卒三次沖陣都未能攻破晉軍的陣型，退兵時出現破綻。晉將薛勝、蔣班趁機進攻，吳軍陣勢頓時土崩瓦解，先前投降吳軍的張喬趁亂在後方叛變，吳軍因此大敗，死傷慘重，張悌被参安东军事刘彪生擒，孫震、沈瑩也都被俘，三人都被斩杀，僅諸葛靚率數百人逃回江東，王渾大軍進屯橫江（今安徽省和縣）。
此戰之後，吳國精銳盡喪，孫皓自知滅亡在即，在給舅舅司徒何植的信中自責道：“天匪亡吳，孤所招也。瞑目黃壤，當複何顏見四帝乎！”不久後，何植與建威將軍孫晏向王渾軍投降。琅邪王司馬伷也於這一期間命長史王恆率軍渡江作戰，擊破吳國江防守軍，俘獲吳將蔡機，並迫使諸葛靚、孫奕等人投降。

### 石頭城受降
王渾擊敗吳軍精銳後按兵不動，打算等王濬大軍到後再一同攻打建業。揚州刺史周浚接受屬下何惲的提議，建議王渾立即渡江，兵臨建業，迫使孫皓投降，搶占平吳首功。但王渾為人謹慎，以「受詔但令江北抗衡吳軍，不使輕進」為由拒絕。
不久後，王濬、唐彬率八萬大軍，乘舟從武昌順流而下。吳主孫皓派游擊將軍張象率水軍一萬餘人前往迎戰，但王濬大軍一到，張象的军队便立即投降。与此同时孙皓率领贴身侍卫队出城巡视，他见到王濬軍的战船旌旗蔽日、陳勢盛大，不免膽戰心驚，但其手下侍卫倒是没下破胆，挥舞着手中的刀剑大喊“愿为陛下决一死战！”孙皓大喜，回宫出金银珠宝赏赐众侍卫，但侍卫们拿到钱财后却全部跑得一干二净。宮中數百人趁此機會逼迫孫皓殺死佞臣岑昬以平眾忿，孫皓只得應允。兩日後，從武昌撤回的陶濬抵達建業，向孫皓保證說：「蜀船皆小，今得二萬兵，乘大船戰，自足擊之。」孫皓為陶濬配備兩萬人馬，並封其為假節鉞，鎮南大將軍，領荊州牧，希望他可以拯救吳國命運，但士兵們卻於出發前夜逃亡。後來，孫皓聽從光祿勛薛瑩和中書令胡沖的計策，分別遣送使節向王濬、司馬伷、王渾請降，試圖分化晉軍，依然未能奏效。
|  | 吳郡孫皓叩頭死罪。昔漢室失御，九州幅裂，先人因時略有江南，遂阻山河，與魏乖隔。大晉龍興，德覆四海，闇劣偷安，未喻天命。至于今者，猥煩六軍，衡蓋露次，遠臨江渚。舉國震惶，假息漏刻，敢緣天朝，含弘光大。謹遣私署太常張夔等奉所佩璽綬，委質請命。 |

三月十四日，王濬、唐彬大軍到達距離建業僅二百里的牛渚（今安徽省當塗縣北），預先安排進攻建業的部署。唐彬料定吳軍必亡，故意稱病停留於此，以示不願爭功。三月十五日壬寅（5月1日），王濬率軍開赴建業，行經三山時，接到王渾邀他共商軍事的書信，王濬以風勢太大，無法停船為藉口拒絕，並於當日率軍進入石頭城。吳主孫皓“面縳輿櫬”，率太子孫瑾、魯王孫虔等二十一人，正式出降。吳國至此滅亡。
勝利消息傳來後，司馬炎感慨地說：“此羊太傅之功也。”此前投降晉國的孫吳宗室孫秀聽聞吳國滅亡的消息後，面向南方哭著說：“昔討逆弱冠以一校尉創業，今後主舉江南而棄之，宗廟山陵，於此為墟。悠悠蒼天，此何人哉！” 

## 戰爭結果

### 兩軍傷亡情況
晉滅吳之戰中的傷亡情況並無確切記錄，僅能通過一些相關記載窺測一二。在這次戰爭中，吳國軍隊多是成建制向晉軍投降，「降者以萬計」。據司馬伷戰後受封賞時的詔書中所述，僅其一路俘獲及斬殺的敵軍數量便達到五六萬人之多，而且司馬伷在此戰中的任務為牽制敵軍，並非主力作戰部隊。最激烈的板橋之戰記載較為詳細，該場戰鬥吳軍共出動精兵三萬人，戰後晉軍斬獲七千八百級，俘虜上萬人。此外，在抵抗較頑強的江陵以上防區，王濬部連克數個據點，僅其斬殺、俘虜、納降的吳軍將領有明確記載的便有八人，而杜預在整個平吳過程中斩杀及俘虏吳軍都督、監軍一級武將共計十四人，牙门将、郡守達一百二十餘人之多。
晉軍方面則損失較少，相關記載多稱晉軍「兵不血刃，攻無堅城」，「攻吳鎮戌，所向皆克」，「諸賊所聚，莫不震懼，倒戈肉袒」，「緣江諸城皆望風降附，或見攻而拔」。整體而言，晉軍在該役中作戰極為順利，並未遭受到來自吳軍的頑強抵抗。

### 對吳國君臣的處置
孫皓在投降前，曾在給臣僚的信中寫道：「今大晉平治四海，是英俊展節之秋，勿以移朝改朔，用損厥志。」後又向戍守各地吳軍發布手諭，勸告他們歸順晉國。之後，交州牧陶璜、广州牧滕脩、建平太守吾彥等人均率部對晉表示歸順。孫皓本人則被舉家遷往洛陽，並在洛陽得到司馬炎較為優厚的待遇，被冊封為歸命侯，原太子孫瑾被封為中郎，其餘被封為王的諸子拜為郎中。
對於吳國的士民，晉廷非常注重安撫之策。伐吳將領杜預、王戎在平定荊州後便廣施恩德，使荊州很快恢復秩序，史書中稱「荊土肅然，吳人赴者如歸矣」。司馬炎平吳後，又宣佈沿用原吳國境內自州牧、郡守以下官吏，並廢除孫皓頒佈的嚴苛法令，敕令各地撫恤百姓。不久後，又派兼侍中張側、黃門侍郎朱震分別前往揚州和嶺南，安撫剛歸順的吳國官員，選拔擢用吳地的人才，將吳國戰亡者的家屬內徙至壽陽（今安徽省壽縣），並鼓勵原吳地將吏、百姓內遷。伐吳將領王渾被任命為征東大將軍，鎮守壽陽，揚州刺史周浚受命移鎮吳國故都秣陵（今江蘇省南京市）。兩人一方面負責監管吳人和平定吳地叛亂，一方面負責繼續安撫和擢用吳地的人才，逐漸贏得吳人的支持。對於吳國南疆的交、廣二州，司馬炎對原吳國邊將陶璜、滕脩委以重任，將二人加官進爵，令他們繼續保土衛邊。
雖然有一系列的安撫政策，但是吳人在亡國後地位依然是一落千丈，原吳國的文武百官在晉朝地位「同於編戶」。早先投降晉國的孫秀、孫楷在吳國滅亡後便從驃騎將軍、車騎將軍被貶為伏波將軍、渡遼將軍。雖然孫秀還被保有開府的特權，但卻由於其「亡國支庶，府望不顯」的身份緣故，中原人士都不願意在他府中擔任職務，甚至連孫秀的妻子蒯夫人都用“貉子”的蔑稱來辱罵他。鄱陽人陶侃在剛來洛陽時，張華也因為他是「遠人」而多次疏於接見。

### 對平吳功臣的封賞
平吳之後，司馬炎大行封賞：張華由關內侯進爵為廣武縣侯，增邑萬戶；王濬拜為輔國大將軍，由關內侯進爵為襄陽縣侯，封邑增至萬戶；杜預由亭侯進爵為當陽縣侯，封邑增至九千六百戶；王渾由縣侯進爵為京陵公，增邑八千戶；琅邪王司馬伷加封二子為亭侯，各領三千戶；王戎由亭侯進爵為安豐縣侯，增邑六千戶；唐彬由關內侯進爵為上庸縣侯，封邑增至六千戶；周浚改封為成武縣侯，封邑增至六千戶；此外，還封羊祜遺孀夏侯氏為萬歲鄉君，食邑五千戶；連一直竭力阻撓伐吳的賈充、荀勖等人也同樣受到重賞，其餘諸人也各有不同程度的賞賜。
雖然司馬炎對全軍上下大行封賞，但依然發生王渾與王濬爭功的風波。當初王渾本有機會先入建業，但因其「闇於事機」，不敢在沒有司馬炎命令的情況下自作主張，因而一直駐軍江北，結果被王濬搶占先機。王渾在王濬受降第二天才抵達建業，悔恨自己錯失良機，甚至產生攻擊王濬軍的想法。王濬的參軍何攀勸王濬將孫皓送交給王渾，才化解這場危機。之後，王渾父子與周浚等人又不斷向司馬炎上疏控訴甚至構陷王濬，內容包括違詔不受節度、私取吳宮財物等。由於王渾出身高門太原王氏，官吏們多向著他說話，曾向司馬炎要求將王濬交付廷尉治罪。司馬炎雖有下詔責備王濬，但並不同意將他治罪，并且給予他許多越格的待遇。當時二王之爭牽涉甚廣，議郎、守廷尉劉頌就因在議功時偏袒王渾而被司馬炎貶為京兆太守。
王濬在滅吳之戰中立下大功，結果卻被王渾父子及有權勢者的排擠，并且屢次被控告，心中也十分不滿。他多次上疏為自己辯解，並且反控王渾等人軍紀不整、虛報戰果。每次進見司馬炎時，他都會反覆強調自己平吳的功勞和受誣的冤屈，有時甚至因為過於激動而忘記在離開時向司馬炎行禮。但司馬炎每次都寬恕了他。後來，王濬在其部下範通的勸說下意識到是自己太過狹隘。當時許多人都認為王濬功勳卓著而受到的封賞太輕，博士秦秀、太子洗馬孟康、前溫令李密等人都曾上表為王濬說話，認為輔國大將軍的封號太低。之後，司馬炎又改拜王濬為鎮軍大將軍。而王濬對王渾也是嚴加防范，每次王渾來拜訪王濬時，王濬都要先安排好侍衛再去接見。

## 戰爭影響

### 政治影響

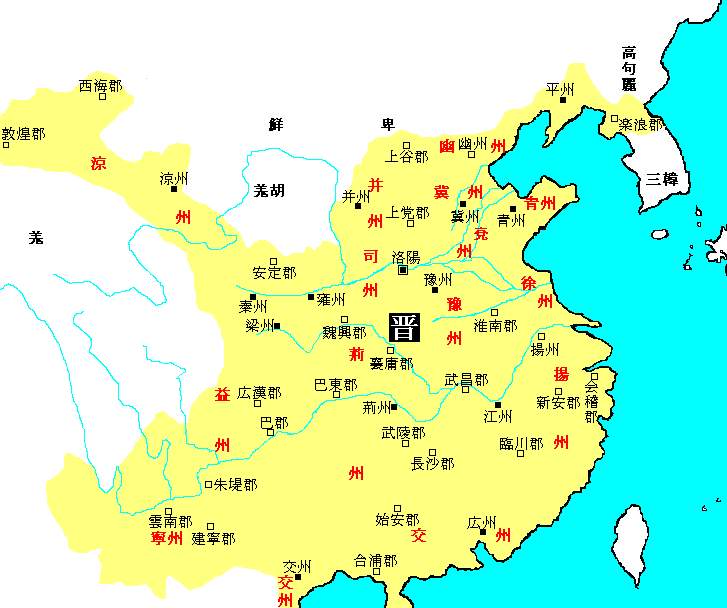
西晉統一時的疆域圖

晉滅吳之戰後，晉朝成功統一全國，結束自東漢末年群雄割據的分裂局面。滅吳之後，司馬炎認為最大的威脅已經消除，下令免除軍役，罷州郡兵以歸農，「韜干戈於府庫，破舟船於江壑」，並解除州刺史統兵權，讓地方官可以專心民事。又頒行佔田制，在維持士族權益的同時，減免農民負擔，鼓勵人們去佔田墾荒。在其一系列促進恢復生產的措施下，晉太康年間出現一片繁榮景象。晉太康元年（280年）時，晉朝人口有2459840戶，到太康三年（282年）便增至3770000戶，「是時天下無事，賦稅平均，人咸安其業而樂其事」，史稱“太康之治”。但同時，司馬炎也因勝利而開始怠慢國政，生活奢侈腐化，曾於太康二年（281年）時發詔選原孫皓妓妾五千人入宮，使得後宮中有將近萬人之多。賈充、荀勖等人與任愷、張華等人繼平吳之後，又在立嗣問題上劇烈爭執，使得黨爭局面形成。加之武帝罷州郡兵、宗王出鎮等政策的實行，「貽患於後」，在晉武帝死後不久，便爆發了“八王之亂”，西晉迅速走向滅亡。

### 軍事影響
太康之役作為中國古代成功的一次大規模渡江作戰，為後世廣為借鑒。晉軍水陸並進、多路齊下的作戰方式，被後世歷代南征統帥所因襲。前秦宣昭帝苻堅南征東晉時，便以「龍驤一呼，君臣面縛，雖有長江，其能固乎」作為號召，其軍事部署也與晉滅吳之戰類似，先後攻略巴蜀、襄陽、淮南等地，並遣裴元略、王撫於蜀地造船，還特意以王濬當時的將軍號「龍驤」授予負責巴蜀軍事的姚萇（即是日後的後秦武昭帝），其用意不言而喻。北魏孝文帝時，鎮南將軍元英曾上表請求趁蕭衍東伐建康的機會出兵南齊，計劃從荊襄、徐揚兩個方向東西齊進，以重現王濬破吳的勛業，但並未被採納。隋滅陳時，也從巴蜀、荊襄、淮南三個方向，命楊廣、楊素、韓擒虎、賀若弼等人兵分八路進軍，其中楊素同樣於永安造大船，伐陳時由長江上游出三峽，順流東下。直至清末，胡林翼還引「晋代平吴，久谋荆襄；王濬造船，循江而下」來引證保衛長江中上游對於攻滅太平天國的重要意義。此外，唐代治武成王廟，以六十四位古今名將從祀，晉滅吳之戰便誕生羊祜、杜預、王濬三位，也側面反應出後世對該役在軍事上的肯定。